# ديك بافيتا
ريتشارد دبليو بافيتا (من مواليد 10 ديسمبر 1939)  هو حكم كرة سلة أمريكي محترف متقاعد لصالح الرابطة الوطنية لكرة السلة (الدوري الاميركي للمحترفين). ظهر لأول مرة في الدوري عام 1975 ولم يفوت أي مباراة مخصصة له، وهو يحمل الرقم القياسي في الدوري لمعظم المباريات الرسمية بـ 2635 مباراة. 
كانت مباراته في 12 أبريل 2013 في واشنطن هي مباراته رقم 2600 على التوالي كمسؤول في الدوري الاميركي للمحترفين.

## وقت مبكر من الحياة
ولد بافيتا في حي بارك سلوب في بروكلين ، نيويورك في 10 ديسمبر 1939. كان والده ضابطًا في قسم شرطة نيويورك ، وكانت والدته ربة منزل. التحق بافيتا بأكاديمية باور ميموريال في مدينة نيويورك (نفس المدرسة التي التحق بها نجم الدوري الاميركي للمحترفين كريم عبد الجبار ) وتخرج عام 1962 من كلية سانت فرانسيس في نيويورك  ولعب في فرق كرة السلة بالمدارس.  بدأ العمل بعد أن أقنعه شقيقه جو، الذي كان مسؤولاً عن اتحاد كرة السلة الأمريكي، بأنها ستكون مهنة مثيرة للاهتمام.  وسيط في وول ستريت لشركة اخوان سالمون وحاصل على ماجستير إدارة الأعمال في التمويل من معهد نيويورك المالي ، بدأ بافيتا في إدارة المباريات بين زملائه الوسطاء في دوري وول ستريت، ولعب في نادي وسط مدينة نيويورك الرياضي ، وعمل لاحقًا في ألعاب المدرسة الثانوية.  لمدة عشر سنوات، أدار بطولات الدوري العامة والمدارس الثانوية الكاثوليكية في نيويورك وبعد تسع سنوات في دوري كرة السلة للمحترفين الشرقي، والذي أصبح فيما بعد الاتحاد القاري لكرة السلة . 

## مهنة تسيير الدوري الاميركي للمحترفين
في منتصف الستينيات، بدأ في حضور تجارب الحكام الإقليمية على أمل أن يصبح حكمًا في الدوري الاميركي للمحترفين. ومع ذلك، تم رفضه عدة مرات لمدة ثماني سنوات متتالية بسبب صغر حجمه. تم تعيين بافيتا أخيرًا من قبل الدوري الاميركي للمحترفين في عام 1975 بعد تقاعد ميندي رودولف .  ظهر لأول مرة في 2 ديسمبر 1975 في ماديسون سكوير غاردن في مباراة الدوري الاميركي للمحترفين بين نيويورك نيكس وبوسطن سيلتيكس . كانت سنواته العشر الأولى في الدوري صعبة حيث كان دائمًا يحتل المرتبة الأخيرة بين حكام الدوري الاميركي للمحترفين في تقييمات الأداء وقاد الدوري في الأخطاء الفنية والطرد.
لتحسين إدارته، أدار بافيتا مباريات لدوري المحترفين في نيوجيرسي وروكر ليج في هارلم خلال فترات الركود ودرس قواعد الدوري الاميركي للمحترفين(NBA). وفي عام 1983، أصبح أول حكم يخضع لتدريب بدني صارم جدا. كان يركض من ستة إلى ثمانية أميال ويأخذ قيلولة لمدة ثلاث ساعات متواصلة كل يوم. أثمرت جهوده عندما ظهر كواحد من أفضل الحكام. وفي الثمانينيات، تم تعيينه رئيسًا للحكم، والذي يتمتع بسلطة الموافقة أو نقض المكالمات التي يصدرها المسؤولون الآخرون. تم تعيينه لإدارة أول مباراة فاصلة له في عام 1986
حدثت المباراة الأكثر تميزًا لبافيتا خلال مسابقة متلفزة على المستوى الوطني في الثمانينيات بين فيلادلفيا سفنتي سيكسرز وبوسطن سيلتيكس عندما أُجبر على إدارة مباراة في الدوري الاميركي للمحترفين بنفسه بعد أن كسرت ساق شريكه جاك مادنفي اصطدام مع حارس سيلتيكس دينيس جونسون .   في مرحلة ما من المباراة، بدأ مهاجم سيلتيكس لاري بيرد وحارس فريق 76ers جوليوس إيرفينغ في خنق بعضهما البعض وطردهما بافيتا. يعتقد بافيتا أن هذه اللعبة ساعدت في تطور مسيرته في الدوري الاميركي للمحترفين. 
من عام 1990 إلى عام 2000، أدار بافيتا بانتظام مباريات فاصلة، وكان يحتل المرتبة الأولى بين الحكام من حيث تقييم الأداء. في عام 2000، كان واحدًا من الحكام الأعلى أجرًا في الدوري الاميركي للمحترفين، حيث كان يكسب أكثر من 200 ألف دولار سنويًا. من بين تلك المباريات الفاصلة شملت اللعبة 6 من نهائيات الدوري الاميركي للمحترفين لعام 1998 ، حيث حكم بافيتا بأن سلة من ثلاث نقاط صنعها هوارد إيسلي من يوتا جاز تم إطلاقها بعد انطلاق جرس ساعة التسديد وبالتالي لن يتم احتسابها. ومع ذلك، أظهرت الإعادة التلفزيونية على شبكة إن بي سي خلاف ذلك.  تعرضت مسيرة بافيتا المهنية للتهديد عندما أصيب بطريق الخطأ في أنفه من قبل مهاجم بيسرز جالين روز ، الذي كان يحاول لكمة مركز نيكس باتريك إوينج خلال مباراة عام 1999 بين إنديانا بيسرز ونيويورك نيكس. ولم يغادر بافيتا المباراة على الفور، واختار الانتظار حتى وقت لاحق من اليوم لإجراء عملية جراحية. عاد في اليوم التالي لإدارة مباراة أتلانتا هوكس ونيوجيرسي نتس .
في 8 فبراير 2006، أدار بافيتا مباراته رقم 2135 في الدوري الاميركي للمحترفين، مسجلاً رقماً قياسياً في الدوري لمعظم المباريات التي يديرها والذي كان يحمله سابقاً جيك أودونيل .  وقال بافيتا إن سر طول عمره هو "ارتداء خمسة أزواج من الجوارب"، والتي يدعي أنها تساعد في الحفاظ على قدميه في حالة جيدة.  وللمساهمة في صحته الجيدة، يقول بافيتا إنه يركض من خمسة إلى ثمانية أميال كل يوم.  لطول عمره في الدوري، حصل على لقب " كال ريبكين جونيور للحكام".

## وصلات خارجية
لا توجد روابط لمواقع التواصل الاجتماعي.